# Jean-Pierre Blazy
Pour les articles homonymes, voir Blazy.
Jean-Pierre Blazy, homme politique français, né le 24 novembre 1949 à Gonesse (Seine-et-Oise), membre du Parti socialiste.

## Biographie
Agrégé d'histoire, il a été enseignant en histoire-géographie en collège et lycée.
Il est membre du Parti socialiste.
Aux élections municipales de 2014, il est réélu maire de Gonesse dès le premier tour, face aux listes de Claude Tibi, Karim Ouchikh et Mohamed Ouerfelli.
Le 20 juillet 2016, il fait partie des cinquante-huit députés qui signent une tribune dans le JDD.fr pour réagir à l'utilisation de l'article 49-3 par le gouvernement pour faire passer la loi Travail.
Il est membre de l'équipe de campagne d'Arnaud Montebourg pour la primaire citoyenne de 2017.
En faveur de l'urbanisation du « Triangle de Gonesse » et du projet EuropaCity (abandonné par le gouvernement le 7 novembre 2019), il dénonce « une occupation illégale » après la création de la première ZAD en Île-de-France dans sa commune le 7 février 2021 pour empêcher les travaux de la construction d'une station du Grand Paris Express.

## Mandats

### Mandats actuels
- depuis 1995 : maire de Gonesse (Val-d'Oise)

### Anciens mandats
- Député :
  - 1er juin 1997 - 18 juin 2002 : député de la 9e circonscription du Val-d'Oise
  - 19 juin 2002 - 19 juin 2007 : député de la 9e circonscription du Val-d'Oise
  - Candidat à sa réélection en 2007, il recueille 49,57 % des suffrages au deuxième tour, battu de 290 voix par le candidat UMP Yanick Paternotte, maire de Sannois.
  - Le 1er décembre 2011, le ticket qu'il forme avec son suppléant Luc Broussy, conseiller général de Goussainville-Louvres, recueille plus de 71 % des suffrages des militants socialistes. Il devient donc le candidat du Parti socialiste à l'élection législative des 10 et 17 juin 2012.

## Publications
- Croyances et arts religieux en pays de France du XVIe siècle à nos jours, Gonesse, Société d'histoire et d'archéologie les Amis de Gonesse, 1979
- Le pays de France en 1900, Saint-Ouen-l'Aumône, Éd. du Valhermeil, 1992
- Les retombées économiques et fiscales des grands sites aéroportuaires français, Sèvres, éd. Agora Europe, 2003
- Les socialistes et la sécurité, L'Encyclopédie du socialisme, 2006